# Lex Pupia
Die Lex Pupia war ein spätrepublikanisches Plebiszit unbekannten Datums, das anordnete, dass an Komitialtagen keine Senatssitzungen abgehalten werden durften. Die Bestimmung diente dem Schutz der Gerichtstage (dies comitialis) der Volksversammlungen. 
Vermutet wird, dass der reibungslose Prozessablauf vor den Geschworenenhöfen gewährleistet werden sollte, dies zumindest insoweit, als dass senatorische Beisitzer für diese Zeit von Tagungen des Senats freigestellt sein sollten und Ausnahmen nur für unaufschiebbare Fälle galten. Es ist nicht bekannt, ob Ausnahmeregelungen im Gesetz selbst oder woanders angeordnet waren bzw. ob sie sich faktisch ergaben, denn gelegentlich überschnitten sich die Termine doch.